# Agnis Čavars
Agnis Čavars (n. 31 iulie 1986, Ķekava Municipality⁠(d), Letonia) este un baschetbalist leton, medaliat olimpic. A participat la o ediție a Jocurilor Olimpice (2020) în care a câștigat o medalie de aur.

## Legături externe
- en Agnis Čavars la Olympedia.org